# Knochenspiel

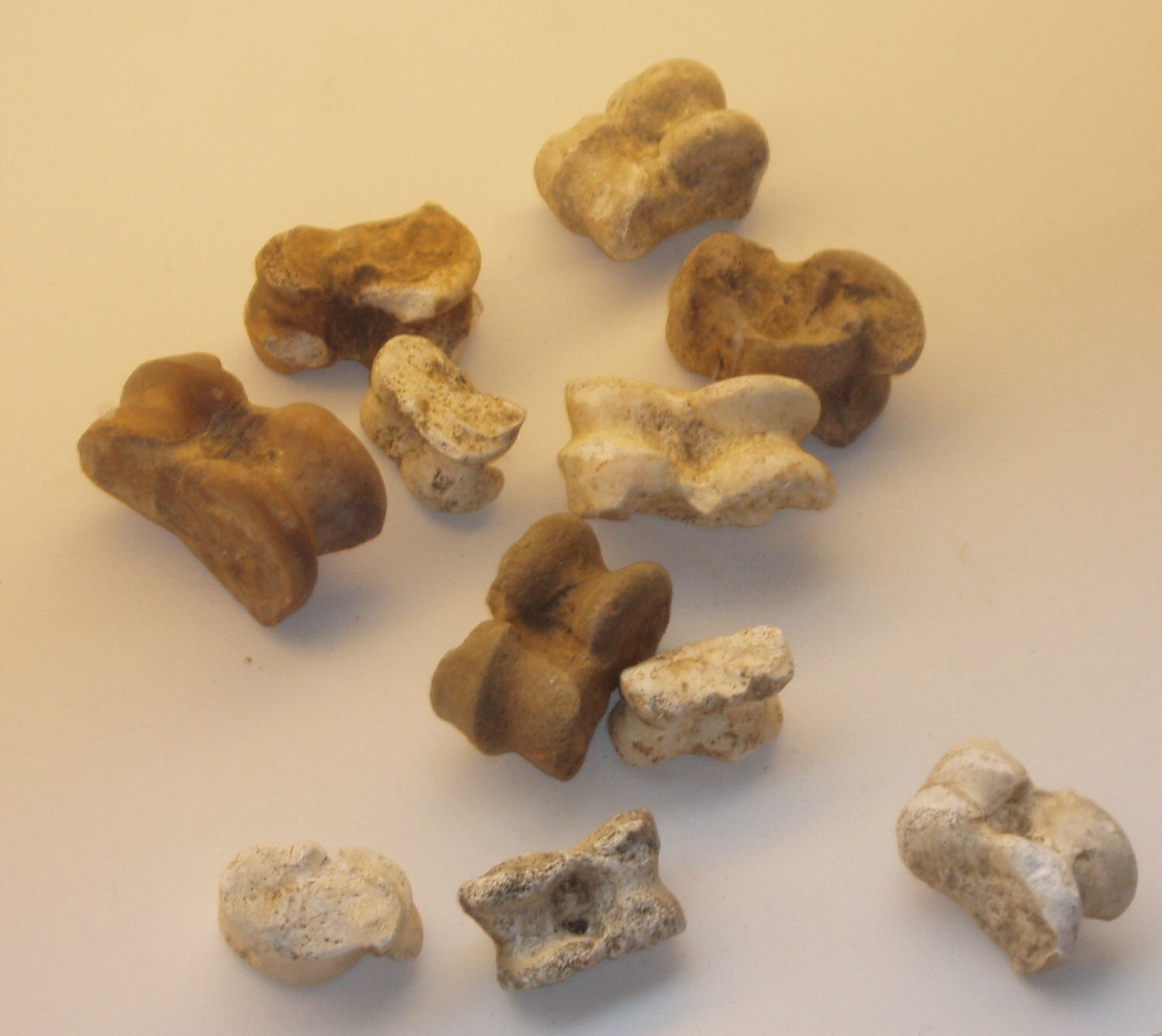
Astragaloi (Sprunggelenkknochen) aus Cambodunum

Das Knochenspiel ist eine besonders im zentralasiatischen Raum verbreitete Familie von Geschicklichkeitsspielen. Hierzu werden verschiedene Knochen auf dem Boden ausgebreitet oder in einer bestimmten Figur angeordnet. Während ein Knochen in die Höhe geworfen wird, müssen so viele Knochen wie möglich vom Boden mit der Wurfhand eingesammelt werden, bevor der Knochen landet.
Je nach Spielvariante muss dabei auch der in die Luft geworfene Knochen wieder aufgefangen werden, oder es muss eine zuvor ausgewürfelte Anzahl von Knochen eingesammelt werden, oder es dürfen nur Knochen von bestimmten Tieren eingesammelt werden usw.